# Witamy w Samdal-ri
Witamy w Samdal-ri (kor. 웰컴투 삼달리) – południowokoreański serial telewizyjny napisany przez Kwon Hye-joo, wyreżyserowany przez Cha Young-hoona, z Ji Chang-wookiem i Shin Hye-sun w rolach głównych. Serial był emitowany na JTBC od 2 grudnia 2023 roku do 21 stycznia 2024 roku, w każdą sobotę i niedzielę o godzinie 22:30 (KST). Jest również dostępny na TVING w Korei Południowej oraz na Netflixie w wybranych regionach.

## Fabuła
Akcja serialu rozgrywa się na wyspie Jeju i opowiada historię dwóch przyjaciół z dzieciństwa, Cho Yong-pila (Ji Chang-wook) i Cho Sam-dalu (Shin Hye-sun). Po tym, jak jego matka zginęła z powodu błędnej prognozy pogody, Yong-pil postanawia zostać meteorologiem, aby chronić starszych mieszkańców swojego rodzinnego miasteczka. Jego pasja i niechęć do przymykania oka na błędne informacje przysparzają mu jednak opinii upartego awanturnika. Z kolei Sam-dal wyjeżdża do Seulu, aby spełnić swoje marzenia o karierze fotografki, przybierając nowe imię, Cho Eun-hye. Kiedy jednak jej życie nagle się rozpada, wraca do rodzinnego miasteczka, gdzie ponownie spotyka Yong-pila. Pomimo incydentu, który kiedyś ich rozdzielił, dwójka przyjaciół odkrywa, że ich uczucia wobec siebie są nadal tak samo silne jak wcześniej.

## Obsada

### Główna
- Ji Chang-wook jako Cho Yong-pil
- Shin Hye-sun jako Cho Sam-dal / Cho Eun-hye

### Drugoplanowa

#### Rodzina Sam-dal
- Kim Mi-kyung jako Go Mi-ja
  - Chung Ye-jin jako młoda Mi-ja
- Seo Hyun-chul jako Cho Pan-sik
  - Lee Suk-hyeong jako młody Pan-sik
- Shin Dong-mi jako Cho Jin-dal
- Kang Mi-na jako Cho Hae-dal
- Kim Do-eun jako Cha Ha-yul

#### Rodzina Yong-pila
- Yu Oh-seong jako Cho Sang-tae
  - Yoo Hee-je jako młody Sang-tae
- Jung Yoo-mi jako Bu Mi-ja
  - Oh Woo-ri jako młoda Mi-ja

#### Five Eagle Brothers
- Kang Young-seok jako Boo Sang-do
- Lee Jae-won jako Wang Kyung-tae
- Bae Myung-jin jako Cha Eun-woo

#### Ludzie wokół trzech sióstr
- Yang Kyung-won jako Jeon Dae-young
- Kang Gil-woo jako Go Cheol-jong
- Kim Min-chul jako Gong Ji-chan

#### Ludzie w Samdal-ri
- Baek Hyun-joo jako Oh Geum-sul

- Kim Mi-hwa jako Yang Bu-ja

- Yoon Jin-seong jako Jeon He-ja

- Kim Ja-young jako Yang Geum-ok

- Yoo Sun-woong jako Bu Dae-chun

- Kim Hak-sun jako Boo Dae-song

- Byun Jong-su jako Wang Seong-gu

- Yoo Seung-il jako Cha Man-deok

- Sazal Mahamud jako Kim Man-soo

#### Stacja Meteorologiczna Wyspy Jeju
- Lee Tae-hyung jako Han Seok-gyu
- Kim Hyun-mok jako Kang Baek-ho

#### Ludzie wokół Cho Eun-hye
- Jo Yun-seo jako Bang Eun-ju
- Han Eun-seong jako Cheon Chung-gi
- Kim A-young jako Go Eun-bi
- Lee Do-hye jako Yang Ji-eun

### Gościnna
- Kim Tae-hee jako ona sama
- Kim Dae-gon jako reporter An Kang-hyun

## Oglądalność
Źródło: Pomiar oglądalności przeprowadzony w całym kraju przez Nielsen Korea.
| Sezon | Numer odcinka | Numer odcinka | Numer odcinka | Numer odcinka | Numer odcinka | Numer odcinka | Numer odcinka | Numer odcinka | Numer odcinka | Numer odcinka | Numer odcinka | Numer odcinka | Numer odcinka | Numer odcinka | Numer odcinka | Numer odcinka |
| Sezon | 1             | 2             | 3             | 4             | 5             | 6             | 7             | 8             | 9             | 10            | 11            | 12            | 13            | 14            | 15            | 16            |
| ----- | ------------- | ------------- | ------------- | ------------- | ------------- | ------------- | ------------- | ------------- | ------------- | ------------- | ------------- | ------------- | ------------- | ------------- | ------------- | ------------- |
| 1     | 1.205         | 1.262         | 1.169         | 1.522         | 1.597         | –             | –             | –             | –             | –             | 1.666         | 2.251         | 2.138         | 2.398         | 2.583         | 2.965         |

| No. | Pierwotna data emisji | Średni udział w widowni (Nielsen Korea) | Średni udział w widowni (Nielsen Korea) |
| No. | Pierwotna data emisji | Nationwide                              | Seul                                    |
| --- | --------------------- | --------------------------------------- | --------------------------------------- |
| 1 | 2 grudnia 2023        | 5.193%                                  | 5.283%                                  |
| 2 | 3 grudnia 2023        | 5.276%                                  | 5.552%                                  |
| 3 | 9 grudnia 2023        | 5.324%                                  | 6.329%                                  |
| 4 | 10 grudnia 2023       | 6.509%                                  | 7.255%                                  |
| 5 | 16 grudnia 2023       | 6.689%                                  | 6.528%                                  |
| 6 | 17 grudnia 2023       | 8.295%                                  | 9.2%                                    |
| 7 | 23 grudnia 2023       | 6.382%                                  | 6.6%                                    |
| 8 | 24 grudnia 2023       | 7.913%                                  | 7.9%                                    |
| 9 | 30 grudnia 2023       | 8.109%                                  | 8.8%                                    |
| 10 | 31 grudnia 2023       | 8.227%                                  | 8.7%                                    |
| 11 | 6 stycznia 2024       | 7.282%                                  | 8.037%                                  |
| 12 | 7 stycznia 2024       | 9.788%                                  | 10.597%                                 |
| 13 | 13 stycznia 2024      | 9.324%                                  | 10.389%                                 |
| 14 | 14 stycznia 2024      | 10.068%                                 | 10.790%                                 |
| 15 | 20 stycznia 2024      | 10.365%                                 | 10.919%                                 |
| 16 | 21 stycznia 2024      | 12.399%                                 | 13.081%                                 |
| Średnia | Średnia               | 7.946%                                  | 8.498%                                  |
| - W tabeli powyżej, niebieski liczby przedstawiają najniższe oceny, a czerwone liczby przedstawiają najwyższe oceny. - Ten serial był emitowany na kanale kablowym/płatnej telewizji, który zazwyczaj ma relatywnie mniejszą widownię w porównaniu do telewizji naziemnej/publicznych nadawców (KBS, SBS, MBC i EBS). |                       |                                         |                                         |